# 利港街道
利港街道是中华人民共和国江苏省无锡市江阴市下辖的一个街道办事处。
2013年3月18日，江苏省人民政府批复同意撤销利港镇，以其原行政区域设立江阴市利港街道办事处，街道办事处驻江阴市利康路28号，行政区域面积59.42平方公里，人口8.09万人，管理11个居委会、6个村委会。
2013年3月25日，无锡市人民政府批复同意撤销夏港街道、申港街道、利港街道，组建成立新的临港街道。
2017年10月，无锡市人民政府批复同意撤销临港街道，恢复设立夏港、申港、利港三个街道。

## 行政区划
利港街道下辖以下村级行政区划单位：
兴利社区、西石桥社区、西安社区、兴港社区、龙港社区、仁和社区、后梅社区、东支社区、利港村、陈墅村、黄丹村、巨轮村、西奚墅村、北郭庄村、球庄村、苍山村和维常村。